# La Roche-Blanche (Puy-de-Dôme)
La Roche-Blanche is een gemeente in het Franse departement Puy-de-Dôme (regio Auvergne-Rhône-Alpes). De plaats maakt deel uit van het arrondissement Clermont-Ferrand. La Roche-Blanche telde op 1 januari 2022 3.373 inwoners.

## Geografie
De oppervlakte van La Roche-Blanche bedroeg op 1 januari 2022 11,6 vierkante kilometer; de bevolkingsdichtheid was toen 290,8 inwoners per km².

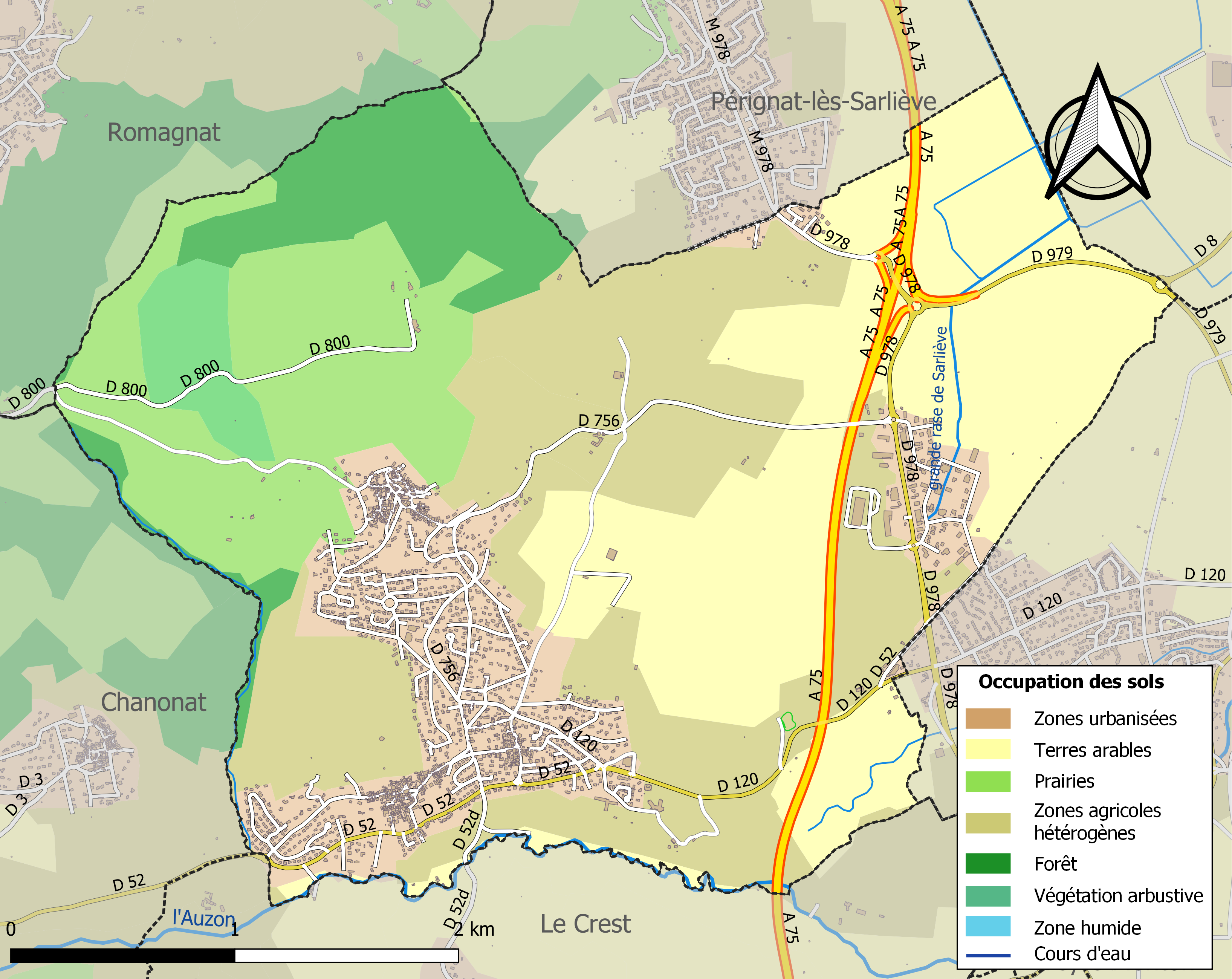
Kaart van de gemeente met belangrijkste infrastructuur, bodemgebruik en omliggende gemeenten

## Demografie
Onderstaande figuur toont het verloop van het inwonertal (bron: INSEE-tellingen).